# Edholma

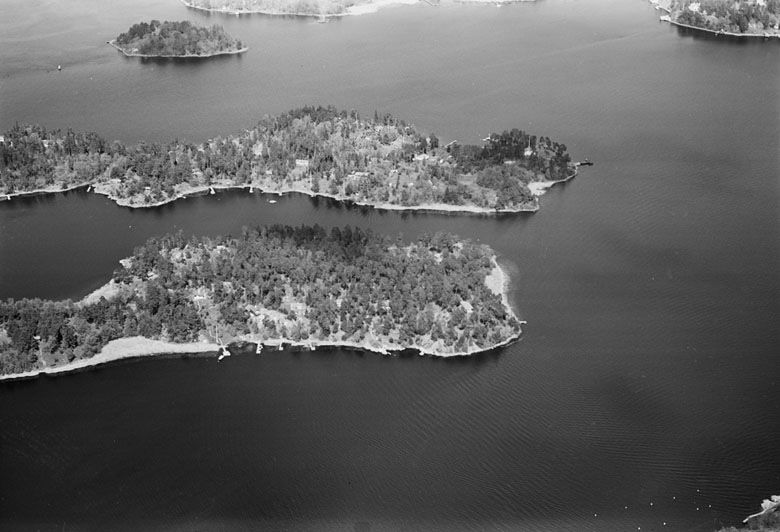
Edholmas östra del från syd med Edö Tallholme närmast i bild, 1968.

Edholma är en ö och en herrgård i Stockholms skärgård tillhörande Vaxholms kommun. Ön har cirka 100 fritidsboende och därutöver fem bofasta. Till ön hör även Stora och Lilla Askholmen. Edholma ligger mellan Resarö och Vaxholm och tillhörde tidigare Östra Ryds socken.

## Edholma gård

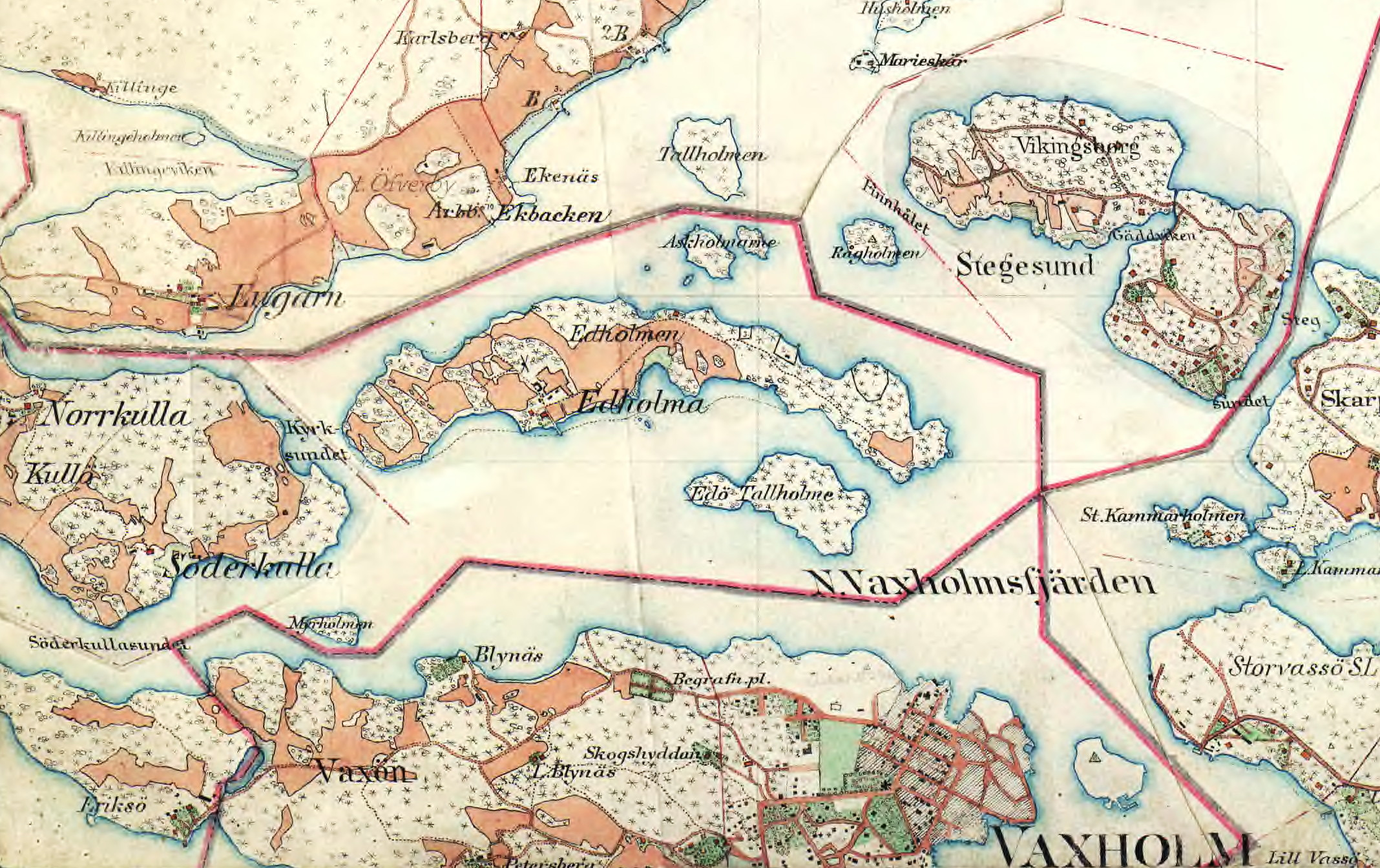
Edholma omkring år 1900.

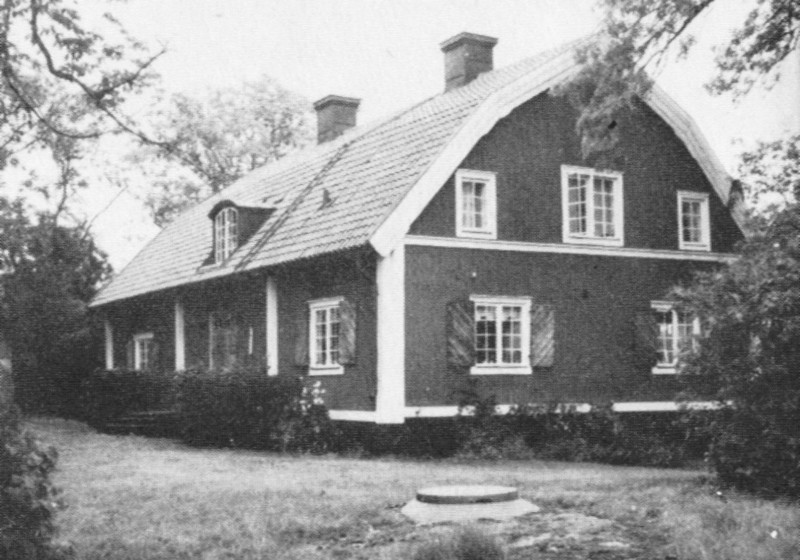
Edholma gård.

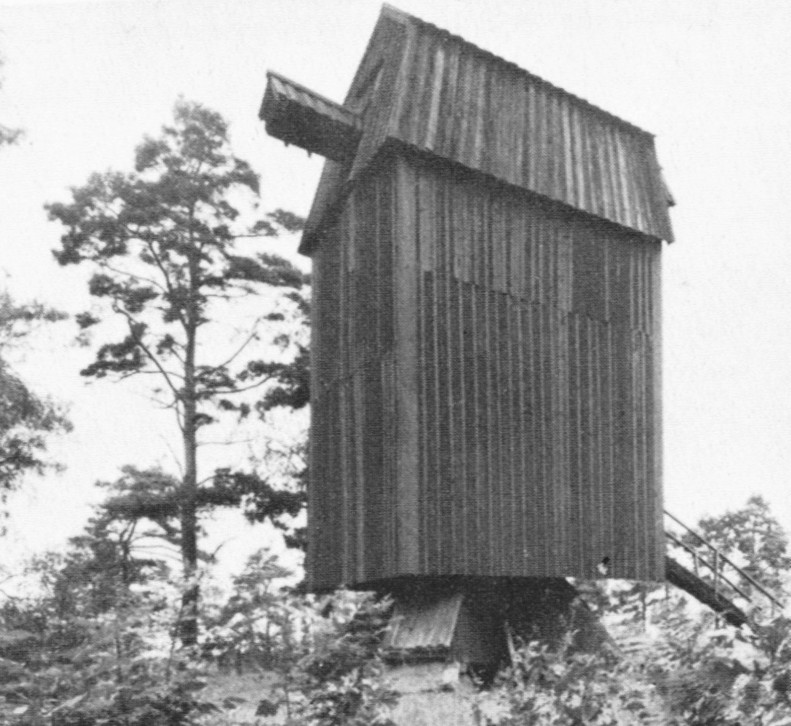
Edholma kvarn.

Edholma gård uppfördes på 1780-talet sannolikt av Matthias Hiertström, slottsvaktmästare på Bogesunds slott. Han förvärvade delar av Edholma från Albrekt von Lantinghausen, slottsherren på Bogesund. Troligen fanns en huvudbyggnad redan tidigare.
År 1791 sålde Hiertström egendomen vidare till handelsmannen Olaf Åkerberg i Vaxholm. 1818 ärvdes gården av Åkerbergs son Frans och efter honom innehade dennes döttrar Tilma och Berta stället till långt in på 1930-talet. Egendomen omfattade 35 tunnland åkermark och 65 tunnland skog som utarrenderades. Gården hade en stenladugård uppförd av gråsten år 1867, av den återstår en ruin.
På 1930-talet såldes gårdens mark av det Åkersbergska stärbhus till AB Billiga Tomter som sedan 1908 bebyggde ön med sommarhus, även själva gårdsområdet styckades i slutet av 1950-talet. Idag anses Edholma som en av de mest attraktiva öarna i Stockholms skärgård med sin närhet till både Vaxholm och mellanskärgården och därtill med utmärkta kommunikationer med Waxholmsbolaget året runt.

## Edholma kvarn
Till Edholma gård hörde även Edholma kvarn, en stubbkvarn som troligen byggdes år 1797 och som sedan 1983 är byggnadsminnesmärkt. Här maldes inte bara för husbehov utan även för bönderna på de angränsande öarna norr om Edholma. Kvarnen (numera utan vingar) är efter Furusunds kvarn den näst äldsta bevarade av sin typ i Stockholms skärgård och har restaurerats av Edholma Tomtägarförening. Området framför den används numera för att fira midsommar.

## Fortifieringar
Edholma användes från slutet av 1800-talet till början av 1900-talet av militären eftersom den var vid en av huvudfarlederna in till Stockholm. Två kanonställningar byggdes med 57mm snabbskjutande kanoner. En av dessa ligger på öns nordöstra sida. Kvar finns endast ett gammalt ammunitionsrum och en utkik. Den andra av dessa ligger numera på privat mark och får inte beträdas. Flera undervattensmurar byggdes omkring Edholma. En i Kodjupet, som har öppnats upp i mitten, en mellan Edholma och en mindre ö bredvid Stora Askholmen, och en i Kyrksundet mellan Kullö och Edholma.